# James Hubert Blenk
James Hubert Herbert Blenk, né le 28 juillet 1856 à Edenkoben, en royaume de Bavière et décédé le 20 avril 1917 à La Nouvelle-Orléans (États-Unis), est un prêtre mariste prélat germano-américain de l'Église catholique. Il est évêque de Porto Rico de 1899-1906 et archevêque de la Nouvelle-Orléans de 1906 à 1917.

## Biographie

### Jeunesse et formation
James Blenk est né à Edenkoben, dans le royaume de Bavière, de James et Catherine (née Wiedemann) Blenk. Né et élevé dans une famille luthérienne, il est le plus jeune de dix-sept enfants. Son frère jumeau meurt à l'âge de six mois.
En 1866, avec sa famille James émigre et s'installe à La Nouvelle-Orléans, en Louisiane, aux États-Unis. Ses parents sont morts quelques semaines plus tard et l'orphelin James Blenk est élevé dans une famille catholique. Adoptant le catholicisme à l'âge de 12 ans, Blenk est baptisé à l'église Saint-Alphonse (en) en 1869 et confirmé plus tard par l'archevêque Napoléon-Joseph Perché.
Après avoir terminé ses études primaires à la Nouvelle-Orléans, il entre au Jefferson College (à Convent), avant de rejoindre la Société de Marie (plus communément appelée les pères maristes) en 1878. Il est ensuite envoyé à la Maison d'études mariste de Belley, en France, et termine ses études probatoires au noviciat de Lyon avant d'être envoyé pour poursuivre ses études à l'Université catholique d'Irlande à Dublin. En Irlande, il enseigne les mathématiques au Collège Sainte-Marie, à Dundalk (1881-1882).

### Prêtre en Louisiane
Blenk est ordonné prêtre par l'archevêque Francis Redwood (en) SM, le 16 août 1885 À son retour en Louisiane en octobre 1885, il est professeur de sciences humaines, de rhétorique, de philosophie, de mathématiques et de sciences naturelles à son alma mater du Jefferson College, dont il est ensuite président de 1891 à 1897. En 1896, à l'invitation du supérieur général des pères maristes, il visite toutes les maisons de cette institution en Europe.
De retour à La Nouvelle-Orléans en février 1897, il est nommé recteur de l'église du Saint-Nom de Marie à Alger (en). Lorsque l'archevêque Placide-Louis Chapelle est choisi comme délégué apostolique à Cuba et comme nonce apostolique aux Philippines en 1899, Blenk devient auditeur et secrétaire de la délégation apostolique.

### Évêque de Porto Rico
Le 12 juin 1899, Blenk est nommé évêque de Porto Rico par le pape Léon XIII. Il reçoit sa consécration épiscopale le 2 juillet des mains de Mgr Placide Chapelle avec Mgrs Gustave Rouxel et Theophile Meerschaert (en) comme co-consécrateurs. Avant son départ pour Porto Rico, l’île est touchée par l'ouragan San Ciriaco (en). Grâce à ses efforts personnels, il recueille 30 000 dollars pour soulager les souffrances de sa nouvelle congrégation.
Au cours de son mandat, Mgr Blenk crée un collège et fonde plusieurs écoles et couvents. Il est toutefois contraint de fermer le séminaire en raison d'un manque de ressources et de séminaristes. Il rénove également la cathédrale de San Juan Bautista (en) pour plus de 12 000 $.

### Archevêque de La Nouvelle Orléans
Blenk est promu septième archevêque de La Nouvelle-Orléans le 20 avril 1906. Il reçoit le pallium, un vêtement porté par les évêques métropolitains, le 24 avril 1907. Au cours de son mandat, Blenk systématise le système scolaire catholique à la Nouvelle-Orléans en unifiant et en normalisant le conseil éducatif catholique et en insistant sur la création d'écoles paroissiales dans chaque paroisse. Il poursuit également la pratique des paroisses ségrégées pour les Afro-Américains et en créé plusieurs, y compris la paroisse St. Dominic en 1909. Il estime que c’est à travers les églises séparées que « les sentiments raciaux et les différences naturelles peuvent être mieux ajustés ».
Il organise également la Fédération américaine des sociétés catholiques (en) de l'État de Louisiane (1908), les sociétés catholiques de femmes de la Louisiane (1911), les Chevaliers de Peter Claver (en) à Opelousas (1912) et le Club des femmes catholiques (1916).
Il écrit également l'article sur l'évêque de la Nouvelle-Orléans, Luis Ignatius Peñalver y Cárdenas (en), pour l'Encyclopédie catholique. Ses dernières années sont marquées par l'ouragan de 1915 à la Nouvelle-Orléans et le déclenchement de la Première Guerre mondiale. En outre, il mène une campagne avec succès contre l'imposition des rectorats d'église et pour l’abolition des jeux d'argent.

### Mort
Onze ans après sa nomination à la Nouvelle-Orléans, Mgr James H. Blenk meurt le 20 avril 1917 à l'âge de 60 ans.
L'archevêque Blenk est le principal consécrateur des évêques John William Shaw (en) (1863-1934), Joseph Patrick Lynch (en) (1872-1954), John Edward Gunn (en) SM (1863-1924) et John Laval (en) (1854-1937) l'évêque auxiliaire de la Nouvelle-Orléans. John William Shaw devient son successeur en tant qu'archevêque de la Nouvelle-Orléans.